# Umeå simsällskap
Umeå Simsällskap (USS) är Umeå kommuns största simförening, och dessutom en av Norrlands största simföreningar.
Föreningen grundades 1927 och har drygt 2200 medlemmar. Hemmabadhuset Navet ligger i centrala Umeå. Föreningen har arrangerat alla sorters SM, Sum-Sim, JSM, senior-SM, Masters-SM, Handikapp-SM och olika sorts yrkes-SM.
Föreningen har fostrat en rad simmare som deltagit och tagit medaljer på SM och internationella mästerskap. Bland dessa kan nämnas Christer Wallin (som även simmat för Sandviks IK och Mölndals allmänna simsällskap) och Jonas Järnö. Sportchef (2018) är Camilla Johansson Sponseller.

## Historik
1970 fick Umeå Sveriges modernaste och största 25-metersbassäng med åtta banor och flexibel till 33,25 m genom en flyttbar brygga. Badhuset låg på Haga, nära Gammliaområdet, och var fram till 2016 simföreningens hemmaarena. Efter en långvarig politisk debatt uppfördes ett nytt badhus alldeles i centrum. Detta nya badhus,med 50-metetsbassäng, är klubbens nya hemvist och tillika en av de större tävlingsarenorna för simsport i landet. 

## Klubbrekord (en sammanfattning)[1]
| Simsätt   | Klubbrekord i 25-metersbassäng |
| --------- | --- |
| Fjärilsim | Klubbrekorden i fjärilsim innehas av Andreas Hulander, Eric Smedlund, Johan Sjöström, Peter Boman, Axel Hellström                             |
| Ryggsim   | Klubbrekorden i ryggsim innehas av Eric Smedlund, Per Ångquist, Ludvig Lindström och Andreas Hulander (februari 2018).                        |
| Bröstsim  | 2002 satte Per Ångquist klubbrekord på samtliga bröstsimsdistanser (50, 100 och 200 meter). Dessa klubbrekord står sig ännu (februari 2018).  |
| Frisim    | 2012 och 2013 satte Eric Smedlund klubbrekord på samtliga frisimdistanser från 50 meter till 1500 meter. Däribland 52.17 på 100 meter frisim. |

## Umeåsimmare med höga poäng enligt FINA:s poängsystem[2]
| Simmare          | född år | tävling, år, ort                      | distans        | tid   | poäng |
| ---------------- | ------- | ------------------------------------- | -------------- | ----- | ----- |
| Henrik Lidström  | 2003    | SM/Para-SM/JSM (50m), Linköping, 2022 | 100 m frisim   | 53.32 | 680   |
| Magnus Lindström | 2004    | SM/Para-SM/JSM (50m), Linköping, 2022 | 100 m frisim   | 53.37 | 668   |
| Emma Haglund     | 2003    | SM/Para-SM/JSM (50m) 2022, Linköping  | 50 m bröstsism | 33.53 | 667   |